# Beejaganahalli, Hunsur
Beejaganahalli là một làng thuộc tehsil Hunsur, huyện Mysore, bang Karnataka, Ấn Độ.